# فيكتور إيفو أكونيا فيلازكويز
فيكتور ايفو أكونيا فيلاسكيز (1966-2007) كوبي شيوعي، كان مُقدًماً في االقوات المسلحة الثورية الكوبية. عام 1983 التحق أكونيا فيلاسكيز بالأكاديمية العسكرية ، و تخرج منها كمهندس اتصالات. خلال مسيرته العسكرية ، شغل العديد من المناصب المرتبطة بتخصص الاتصالات ، وارتفع في المرتبة على التوالي حتى وصل إلى رتبة مقدم. قُتل أكونيا فيلاسكيز عام 2007 عندما حاول إيقاف اثنين من مختطفي طائرة في مطار خوسيه مارتي الدولي . حصل على وسام أنطونيو ماسيو بعد وفاته من قبل راؤول كاسترو.